# 레코드 차트

레코드 차트(영어: record chart)는 주로 음악 시장에서 사용되는 레코드 · CD · 음악 전달 서비스 등의 판매 요청 수에 의한 판매 순위이다. 또한 음악 이외의 장르 (영화, TV 프로그램, 책 등)의 분류에 이용되는 경우도 있다.

## 같이 보기
- 레코드 차트 목록